# Mesophalera sigmatoides
Mesophalera sigmatoides är en fjärilsart som beskrevs av Sergius G. Kiriakoff 1963. Mesophalera sigmatoides ingår i släktet Mesophalera och familjen tandspinnare. Inga underarter finns listade i Catalogue of Life.